# Lipostatina
La lipostatina è un farmaco che agisce come potente inibitore enzimatico irreversibile della lipasi pancreatica. Viene ottenuto naturalmente da ceppi dell'attinomicete Streptomyces toxytricini. 
L'orlistat, farmaco utilizzato nel trattamento dell'obesità, è un derivato saturo della lipostatina.